# Cleo Rickman Fitch
Cleo Rickman Fitch (16 de juny de 1910 - 5 de gener de 1995) va ser una arqueòloga dels Estats Units especialitzada en llànties romanes.

## Joventut i educació
Cleo Rickman Fitch va nàixer el 16 de juny de 1910 a Carlsbad (Texas). Son pare era metge del ferrocarril Southern Pacific. Mentre vivia a Carlsbad, a son pare li van diagnosticar una diabetis incurable i va traslladar la família a la seua ciutat natal de Chapel Hill (Tennessee). Poc després d'arribar a Tennessee, el pare de Fitch va morir i sa mare va mantenir a la família donant classes a l'escola.
Fitch es va llicenciar en el Peabody College de Nashville (Tennessee), on va estudiar art i història de l'art. Va continuar la seua formació artística al Watkins Institute of Art de Nashville. El 1936 es va casar amb l'arquitecte James Marston Fitch, i el 1945 la parella es va traslladar a Nova York, on James Fitch va acceptar un lloc de professor a la Universitat de Colúmbia. Durant la Segona Guerra Mundial, Fitch va treballar per a l'exèrcit com a dibuixant industrial.
De 1953 a 1954, Cleo i James Fitch van passar un any a Itàlia. Mentre James Fitch estudiava arquitectura, Cleo estudiava art i escultura.

## Carrera arqueològica
Durant el seu any a l'estranger, Frank Brown, director de l'Acadèmia Americana a Roma, va convidar Fitch a unir-se a la seua expedició a l'antiga ciutat de Cosa, al nord de Roma. A Fitch se li va assignar la tasca de catalogar els materials de l'excavació, que incloïen moltes llànties de terracota. Gràcies als seus coneixements de dibuix, també se li va encomanar la responsabilitat d'elaborar els plànols del nou museu que Brown, en representació de l'Acadèmia Americana de Roma, estava manant construir a Cosa.
Cada estiu, durant els 21 anys següents, Fitch va fer de Roma la seua llar i va continuar el seu treball en l'Acadèmia Americana, reconstruint, dibuixant i catalogant els fragments de llànties de l'excavació de Cosa. «A partir de la visió global de totes les llànties dels prop de 700 anys d'història del jaciment, és possible veure tota la història de la indústria de les llànties romanes».
El 1979, Norma Goldman, de la Universitat Estatal Wayne, es va unir a Fitch en el seu treball. La seua col·laboració va donar lloc a la publicació de Cosa: The Lamps el 1994, que forma part de la American Academy Series publicada per University of Michigan Press. El 2001 es va editar un volum d'estudis relacionats amb Cosa en el seu honor.
Fitch va morir el 5 de gener de 1995 a Manhattan (Nova York).